# Илия Димитров
Илия Димитров (роден на 10 юли 1996 г. в Дупница) е български футболист, който е юноша на Левски София, От февруари 2025 играе за Табор Сежана.

## Кариера
Той прави дебюта си за Левски на 3 ноември 2013 г. с победата с 4:1 срещу отбора на Пирин Гоце Делчев, влизайки като резерва на мястото на Антонио Вутов.
През януари 2017 г., преминава под наем във втородивизиония отбор на Локомотив София, като играе и отбелязва 17 гола до края на сезона. През 2021 се завръща във ФК Локомотив, в Първа лига. През 2024 преминава в румънския втородивизионен отбор на Оцелул от град Галац.